# Mayssaa Iksander
Mayssaa Iksander es una deportista australiana que compitió en taekwondo. Ganó una medalla de oro en el Campeonato de Oceanía de Taekwondo de 2005, en la categoría de –67 kg.

## Palmarés internacional
| Campeonato de Oceanía | Campeonato de Oceanía | Campeonato de Oceanía | Campeonato de Oceanía |
| Año                   | Lugar                 | Medalla               | Categoría             |
| --------------------- | --------------------- | --------------------- | --------------------- |
| 2005                  | Sídney (Australia)    | Medalla de oro        | –67 kg                |